# Miglior atleta dell'anno (Sportske novosti)
Il Miglior atleta dell'anno (Sportaši godine Sportskih novosti) è  premio annuale assegnato dal quotidiano sportivo croato Sportske novosti dal 1950 al 1990 per celebrare i migliori atleti jugoslavi (dal 1952 anche i migliori atleti croati).

## Albo d'oro

### Jugoslavia (1950-1990)
Sportivi eletti Atleta dell'anno jugoslavo (maschile) e Atleta dell'anno jugoslavo (femminile).
| Anno | Atleta dell'anno jugoslavo (maschile) | Atleta dell'anno jugoslavo (maschile) | Atleta dell'anno jugoslavo (femminile) | Atleta dell'anno jugoslavo (femminile) | Atleta dell'anno jugoslavo (femminile) |
|      | Nome                                  | Disciplina                            | Nome                                   | Disciplina                             |                                        |
| ---- | ------------------------------------- | ------------------------------------- | -------------------------------------- | -------------------------------------- | -------------------------------------- |
| 1950 | Petar Šegedin                         | Atletica leggera                      | Branka Loparić                         | Nuoto                                  |                                        |
| 1951 | Andrija Otenheimer                    | Atletica leggera                      | Milica Šumak                           | Atletica leggera                       |                                        |
| 1952 | Franjo Mihalić                        | Atletica leggera                      | Marija Radosavljević                   | Atletica leggera                       |                                        |
| 1953 | Perica Vlašić                         | Canottaggio                           | Milka Babović                          | Atletica leggera                       |                                        |
| 1954 | Žarko Dolinar                         | Tennis da tavolo                      | Eša Ligorio                            | Nuoto                                  |                                        |
| 1955 | Bernard Vukas                         | Calcio                                | Milka Babović (2)                      | Atletica leggera                       |                                        |
| 1956 | Franjo Mihalić (2)                    | Atletica leggera                      | Vinka Jeričević                        | Nuoto                                  |                                        |
| 1957 | Franjo Mihalić (3)                    | Atletica leggera                      | Nada Vučković                          | Pallamano                              |                                        |
| 1958 | Stanko Lorger                         | Atletica leggera                      | Slava Zupančič                         | Sci alpino                             |                                        |
| 1959 | Stanko Lorger (2)                     | Atletica leggera                      | Draga Stamejčić                        | Atletica leggera                       |                                        |
| 1960 | Radivoj Korać                         | Pallacanestro                         | Olga Gere                              | Atletica leggera                       |                                        |
| 1961 | Miroslav Cerar                        | Ginnastica                            | Hilda Zeier                            | Nuoto                                  |                                        |
| 1962 | Miroslav Cerar (2)                    | Ginnastica                            | Olga Gere (2)                          | Atletica leggera                       |                                        |
| 1963 | Miroslav Cerar (3)                    | Ginnastica                            | Natalija Stefanović                    | Paracadutismo                          |                                        |
| 1964 | Miroslav Cerar (4)                    | Ginnastica                            | Draga Stamejčić                        | Atletica leggera                       |                                        |
| 1965 | Branislav Lončar                      | Tiro a segno                          | Ružica Miladinović                     | Pallamano                              |                                        |
| 1966 | Miroslav Cerar (5)                    | Ginnastica                            | Vera Nikolić                           | Atletica leggera                       |                                        |
| 1967 | Ivo Daneu                             | Pallacanestro                         | Vera Nikolić (2)                       | Atletica leggera                       |                                        |
| 1968 | Miroslav Cerar (6)                    | Ginnastica                            | Đurđica Bjedov                         | Nuoto                                  |                                        |
| 1969 | Miroslav Cerar (7)                    | Ginnastica                            | Ana Boban                              | Nuoto                                  |                                        |
| 1970 | Miroslav Cerar (8)                    | Ginnastica                            | Desanka Perović                        | Tiro a segno                           |                                        |
| 1971 | Mate Parlov                           | Pugilato                              | Vera Nikolić (3)                       | Atletica leggera                       |                                        |
| 1972 | Mate Parlov (2)                       | Pugilato                              | Vera Nikolić (4)                       | Atletica leggera                       |                                        |
| 1973 | Marijan Beneš                         | Pugilato                              | Jelica Pavličić                        | Atletica leggera                       |                                        |
| 1974 | Mate Parlov (3)                       | Pugilato                              | Nataša Urbančič                        | Atletica leggera                       |                                        |
| 1975 | Nenad Stekić                          | Atletica leggera                      | Branka Batinić                         | Tennis da tavolo                       |                                        |
| 1976 | Matija Ljubek                         | Canoa/Kayak                           | Mima Jaušovec                          | Tennis                                 |                                        |
| 1977 | Šaban Sejdi                           | Wrestling                             | Mima Jaušovec (2)                      | Tennis                                 |                                        |
| 1978 | Dražen Dalipagić                      | Pallacanestro                         | Bojana Šumonja                         | Karate                                 |                                        |
| 1979 | Bojan Križaj                          | Sci alpino                            | Gordana Perkučin                       | Tennis da tavolo                       |                                        |
| 1980 | Slobodan Kačar                        | Pugilato                              | Štefica Krištof                        | Bowling                                |                                        |
| 1981 | Borut Petrič                          | Nuoto                                 | Sanda Dubravčić                        | Pattinaggio di figura                  |                                        |
| 1982 | Bojan Križaj                          | Sci alpino                            | Biserka Perman                         | Bowling                                |                                        |
| 1983 | Dragutin Šurbek                       | Tennis da tavolo                      | Mirjana Jovović                        | Tiro a segno                           |                                        |
| 1984 | Jure Franko                           | Sci alpino                            | Svetlana Kitić                         | Pallamano                              |                                        |
| 1985 | Dražen Petrović                       | Pallacanestro                         | Monica Seleš                           | Tennis                                 |                                        |
| 1986 | Rok Petrovič                          | Sci alpino                            | Mateja Svet                            | Sci alpino                             |                                        |
| 1987 | Bojan Križaj (3)                      | Sci alpino                            | Mateja Svet (2)                        | Sci alpino                             |                                        |
| 1988 | Goran Maksimović                      | Tiro a segno                          | Jasna Šekarić                          | Tiro a segno                           |                                        |
| 1989 | Dragomir Bečanović                    | Judo                                  | Mateja Svet (3)                        | Sci alpino                             |                                        |
| 1990 | Toni Kukoč                            | Pallacanestro                         | Monica Seleš                           | Tennis                                 |                                        |

### Croazia (dal 1952)
Sportivi eletti Atleta dell'anno croato (maschile) e Atleta dell'anno croato (femminile).
| Anno | Atleta dell'anno croato (maschile) | Atleta dell'anno croato (maschile) | Atleta dell'anno croato (femminile) | Atleta dell'anno croato (femminile) | Atleta dell'anno croato (femminile) |
|      | Nome                               | Disciplina                         | Nome                                | Disciplina                          |                                     |
| ---- | ---------------------------------- | ---------------------------------- | ----------------------------------- | ----------------------------------- | ----------------------------------- |
| 1952 | Quartetto HVK Gusar                | Canottaggio                        | Milka Babović                       | Atletica leggera                    |                                     |
| 1953 | Perica Vlašić                      | Canottaggio                        | Milka Babović (2)                   | Atletica leggera                    |                                     |
| 1954 | Žarko Dolinar                      | Tennis da tavolo                   | Eša Ligorio                         | Nuoto                               |                                     |
| 1955 | Bernard Vukas                      | Calcio                             | Milka Babović (2)                   | Atletica leggera                    |                                     |
| 1956 | Krešo Račić                        | Atletica leggera                   | Vinka Jeričević                     | Nuoto                               |                                     |
| 1957 | Hrvoje Kačić                       | Pallanuoto                         | Nada Vučković                       | Pallamano                           |                                     |
| 1958 | Joško Murat                        | Atletica leggera                   | Hilda Zeier                         | Nuoto                               |                                     |
| 1959 | Duje Smoljanović                   | Bowling                            | Tanja Zoković                       | Pallacanestro                       |                                     |
| 1960 | Željko Perušić                     | Calcio                             | Tanja Kokeza                        | Tennis                              |                                     |
| 1961 | Boro Jovanović                     | Tennis                             | Hilda Zeier (2)                     | Nuoto                               |                                     |
| 1962 | Boro Jovanović (2), Nikola Pilić   | Tennis                             | Olga Šikovec (1)                    | Atletica leggera                    |                                     |
| 1963 | Josip Gjergja                      | Pallacanestro                      | Olga Šikovec (2)                    | Atletica leggera                    |                                     |
| 1964 | Nikola Pilić (2)                   | Tennis                             | Nada Vučković (2)                   | Pallamano                           |                                     |
| 1965 | Andro Depolo                       | Nuoto                              | Ljiljana Petnjarić                  | Atletica leggera                    |                                     |
| 1966 | Cvjetko Bilić                      | Ciclismo                           | Ljiljana Petnjarić (2)              | Atletica leggera                    |                                     |
| 1967 | Nikola Pilić (3)                   | Tennis                             | Mirjana Resler                      | Tennis da tavolo                    |                                     |
| 1968 | Dragutin Šurbek                    | Tennis da tavolo                   | Đurđica Bjedov                      | Nuoto                               |                                     |
| 1969 | Dragutin Šurbek (2)                | Tennis da tavolo                   | Ana Boban                           | Nuoto                               |                                     |
| 1970 | Petar Skansi                       | Pallacanestro                      | Ružica Meglaj                       | Pallacanestro                       |                                     |
| 1971 | Mate Parlov                        | Pugilato                           | Vera Nikolić (1)                    | Atletica leggera                    |                                     |
| 1972 | Mate Parlov (2)                    | Pugilato                           | Vera Nikolić (2)                    | Atletica leggera                    |                                     |
| 1973 | Mate Parlov (3)                    | Pugilato                           | Mara Torti                          | Pallamano                           |                                     |
| 1974 | Luciano Sušanj                     | Atletica leggera                   | Jelica Pavličić                     | Atletica leggera                    |                                     |
| 1975 | Anton Stipančić                    | Tennis da tavolo                   | Branka Batinić                      | Tennis da tavolo                    |                                     |
| 1976 | Matija Ljubek                      | Canoa                              | Štefica Krištof                     | Bowling                             |                                     |
| 1977 | Joško Alebić                       | Atletica leggera                   | Jelica Pavličić (2)                 | Atletica leggera                    |                                     |
| 1978 | Milan Janić                        | Kayak                              | Pavica Galošević                    | Bowling                             |                                     |
| 1979 | Dragutin Šurbek (3)                | Tennis da tavolo                   | Sanda Dubravčić                     | Pattinaggio di figura               |                                     |
| 1980 | Krešimir Ćosić                     | Pallacanestro                      | Štefica Krištof (2)                 | Bowling                             |                                     |
| 1981 | Dragutin Šurbek (4)                | Tennis da tavolo                   | Sanda Dubravčić (2)                 | Pattinaggio di figura               |                                     |
| 1982 | Matija Ljubek                      | Canoa                              | Biserka Perman                      | Bowling                             |                                     |
| 1983 | Dragutin Šurbek (5)                | Tennis da tavolo                   | Renata Šašak                        | Tennis                              |                                     |
| 1984 | Vlado Lisjak                       | Wrestling                          | Branka Batinić (2)                  | Tennis da tavolo                    |                                     |
| 1985 | Dražen Petrović                    | Pallacanestro                      | Biserka Perman (2)                  | Bowling                             |                                     |
| 1986 | Dražen Petrović (2)                | Pallacanestro                      | Jasna Šekarić                       | Tiro a segno                        |                                     |
| 1987 | Ivan Šabjan                        | Canoa                              | Jasna Šekarić (2)                   | Tiro a segno                        |                                     |
| 1988 | Zoran Primorac                     | Tennis da tavolo                   | Jasna Šekarić (3)                   | Tiro a segno                        |                                     |
| 1989 | Toni Kukoč                         | Pallacanestro                      | Jasna Šekarić (4)                   | Tiro a segno                        |                                     |
| 1990 | Toni Kukoč (2)                     | Pallacanestro                      | Biljana Petrović                    | Atletica leggera                    |                                     |
| 1991 | Toni Kukoč (3)                     | Pallacanestro                      | Danira Nakić                        | Pallacanestro                       |                                     |
| 1992 | Goran Ivanišević                   | Tennis                             | Biserka Perman                      | Bowling                             |                                     |
| 1993 | Goran Ivanišević (2)               | Tennis                             | Suzana Skoko                        | Tiro a segno                        |                                     |
| 1994 | Goran Ivanišević (3)               | Tennis                             | Iva Majoli                          | Tennis                              |                                     |
| 1995 | Željko Mavrović                    | Pugilato                           | Iva Majoli (2)                      | Tennis                              |                                     |
| 1996 | Goran Ivanišević (4)               | Tennis                             | Iva Majoli (3)                      | Tennis                              |                                     |
| 1997 | Željko Mavrović (2)                | Pugilato                           | Iva Majoli (4)                      | Tennis                              |                                     |
| 1998 | Davor Šuker                        | Calcio                             | Janica Kostelić                     | Sci alpino                          |                                     |
| 1999 | Gordan Kožulj                      | Nuoto                              | Janica Kostelić (2)                 | Sci alpino                          |                                     |
| 2000 | Nikolaj Pešalov                    | Sollevamento pesi                  | Janica Kostelić (3)                 | Sci alpino                          |                                     |
| 2001 | Goran Ivanišević (5)               | Tennis                             | Janica Kostelić (4)                 | Sci alpino                          |                                     |
| 2002 | Ivica Kostelić                     | Sci alpino                         | Janica Kostelić (5)                 | Sci alpino                          |                                     |
| 2003 | Ivica Kostelić (2)                 | Sci alpino                         | Janica Kostelić (6)                 | Sci alpino                          |                                     |
| 2004 | Duje Draganja                      | Nuoto                              | Blanka Vlašić                       | Atletica leggera                    |                                     |
| 2005 | Ivan Ljubičić                      | Tennis                             | Janica Kostelić (7)                 | Sci alpino                          |                                     |
| 2006 | Ivan Ljubičić (2)                  | Tennis                             | Janica Kostelić (8)                 | Sci alpino                          |                                     |
| 2007 | Ivano Balić                        | Pallamano                          | Blanka Vlašić (2)                   | Atletica leggera                    |                                     |
| 2008 | Filip Ude                          | Ginnastica                         | Blanka Vlašić (3)                   | Atletica leggera                    |                                     |
| 2009 | Ivica Kostelić (3)                 | Sci alpino                         | Blanka Vlašić (4)                   | Atletica leggera                    |                                     |
| 2010 | Ivica Kostelić (4)                 | Sci alpino                         | Blanka Vlašić (5)                   | Atletica leggera                    |                                     |
| 2011 | Ivica Kostelić (5)                 | Sci alpino                         | Blanka Vlašić (6)                   | Atletica leggera                    |                                     |
| 2012 | Giovanni Cernogoraz                | Tiro a volo                        | Sandra Perković                     | Atletica leggera                    |                                     |
| 2013 | Mario Mandžukić                    | Calcio                             | Sandra Perković (2)                 | Atletica leggera                    |                                     |
| 2014 | Marin Čilić                        | Tennis                             | Sandra Perković (3)                 | Atletica leggera                    |                                     |
| 2015 | Ivan Rakitić                       | Calcio                             | Sandra Perković (4)                 | Atletica leggera                    |                                     |
| 2016 | Damir Martin                       | Canottaggio                        | Sandra Perković (5)                 | Atletica leggera                    |                                     |
| 2017 | Tin Srbić                          | Ginnastica                         | Sandra Perković (6)                 | Atletica leggera                    |                                     |
| 2018 | Luka Modrić                        | Calcio                             | Sandra Perković (7)                 | Atletica leggera                    |                                     |
| 2019 | Tin Srbić (2)                      | Ginnastica                         | Sandra Perković (8)                 | Atletica leggera                    |                                     |
| 2020 | Domagoj Duvnjak                    | Pallamano                          | Barbara Matić                       | Judo                                |                                     |